# Marina Diamandis
Marina Lambrini Diamandis, gr. Μαρίνα-Λαμπρινή Διαμάντη (ur. 10 października 1985 w Abergavenny) – walijska piosenkarka, kompozytorka i autorka tekstów greckiego pochodzenia, występująca obecnie pod pseudonimem MARINA (wcześniej: Marina and the Diamonds).

## Kariera muzyczna
Zyskała rozpoznawalność zajmując 2. miejsce w plebiscycie BBC Sound of 2010, tuż za Ellie Goulding. Po samodzielnie wydanej EP-ce Mermaid vs. Sailor (2007), opublikowała The Crown Jewels EP (2009) przez Neon Gold Records. Następnie związała się z wytwórnią 679 Recordings, z którą wydała debiutancki album The Family Jewels (2010) oraz The American Jewels EP.
Drugi album studyjny, Electra Heart, ukazał się 30 kwietnia 2012 w Wielkiej Brytanii, a jego pierwszym singlem był utwór „Primadonna”. Album opowiada o archetypie „blond diwy” i przedstawia osobistą fascynację artystki kulturą amerykańską. W ramach promocji Marina przeszła metamorfozę – rozjaśniła włosy i zmieniła styl.
Trzeci album, Froot, nagrany z Davidem Kostenem, został wydany w 2015 roku. Płyta dotarła do pierwszej dziesiątki zestawienia Billboard 200. W 2016 ogłosiła przerwę w karierze, którą skomentowała słowami: „To nie pożegnanie na zawsze, tylko na krótką chwilę.”.
Po powrocie, w 2019 ukazał się dwupłytowy album Love + Fear, inspirowany koncepcją Elisabeth Kübler-Ross o dwóch podstawowych emocjach – miłości i strachu. Promowały go m.in. single „Handmade Heaven” i „Karma”. Na albumie znalazł się także utwór „Baby” nagrany z Clean Bandit i Luisem Fonsim.
W 2020 wydała utwór „About Love” do filmu Do wszystkich chłopców: P.S. Wciąż cię kocham. Piąty album studyjny Ancient Dreams in a Modern Land ukazał się w czerwcu 2021 roku. Lirycznie podejmuje tematy polityczne, ekologiczne i społeczne. W styczniu 2022 pojawiła się rozszerzona wersja albumu z dodatkowymi utworami, w tym „Happy Loner”.

## Styl i inspiracje
Muzyka Mariny obejmuje ballady z akompaniamentem instrumentów klawiszowych oraz utwory inspirowane nową falą. Wśród inspiracji artystki znajdują się m.in. Kate Bush, Britney Spears, Tom Waits, Madonna, PJ Harvey, Nirvana, Daniel Johnston, Dolly Parton czy Elliott Smith.

## Pseudonim
Dawny pseudonim artystki – Marina and the Diamonds – składał się z jej imienia oraz angielskiego tłumaczenia nazwiska (Diamandis = „diamenty”), przy czym „the Diamonds” odnosiło się do fanów, a nie zespołu towarzyszącego. W 2018 roku ogłosiła oficjalną zmianę pseudonimu artystycznego na MARINA.

## Życiorys
Urodziła się w Abergavenny, Walii. Jej ojciec jest Grekiem, a matka Walijką. Ma starszą siostrę o imieniu Lafina. Rodzice poznali się na uczelni w Newcastle, lecz rozstali się, gdy Marina miała cztery lata. Dorastała z matką w miejscowości Pandy. Uczęszczała do Haberdashers’ Monmouth School for Girls. Między 16 a 18 rokiem życia przebywała w Grecji. Po powrocie osiedliła się w Londynie, gdzie rozpoczęła karierę muzyczną.

## Trasy koncertowe

### Główne
- The Family Jewels Tour (2010-11)

- The Lonely Hearts Club Tour (2012-13)

- Neon Nature Tour (2015-16)
- Love + Fear Tour (2019)
- The Inbeetweenie Tour[12] (2020 – odwołana[13])

### Jako support
- Katy Perry – California Dreams Tour (2011)
- Coldplay – Mylo Xyloto Tour (2011–12)

## Dyskografia

### Albumy studyjne
| Rok                                                     | Dane dot. albumu | Najwyższe pozycje na listach | Najwyższe pozycje na listach | Najwyższe pozycje na listach | Najwyższe pozycje na listach | Najwyższe pozycje na listach | Najwyższe pozycje na listach | Najwyższe pozycje na listach | Najwyższe pozycje na listach | Najwyższe pozycje na listach | Najwyższe pozycje na listach | Najwyższe pozycje na listach | Najwyższe pozycje na listach | Sprzedaż                                      | Certyfikat                                             |
| Rok                                                     | Dane dot. albumu | UK                           | AUS                          | AUT                          | IRL                          | CAN                          | GER                          | NOR                          | NZ                           | SCO                          | SWI                          | SWE                          | US                           | Sprzedaż                                      | Certyfikat                                             |
| ------------------------------------------------------- | --- | ---------------------------- | ---------------------------- | ---------------------------- | ---------------------------- | ---------------------------- | ---------------------------- | ---------------------------- | ---------------------------- | ---------------------------- | ---------------------------- | ---------------------------- | ---------------------------- | --------------------------------------------- | ------------------------------------------------------ |
| 2010                                                    | The Family Jewels - Data wydania: 15 lutego 2010 - Wytwórnia: 679 · Atlantic - Format: CD · digital download · winyl · media strumieniowe          | 5                            | 79                           | 18                           | 9                            | –                            | 12                           | –                            | –                            | 6                            | 100                          | –                            | 138                          | - UK: 195,358+ - US: 24,000+ - Świat: 300 000 | - UK: złota płyta - IRL: złota płyta                   |

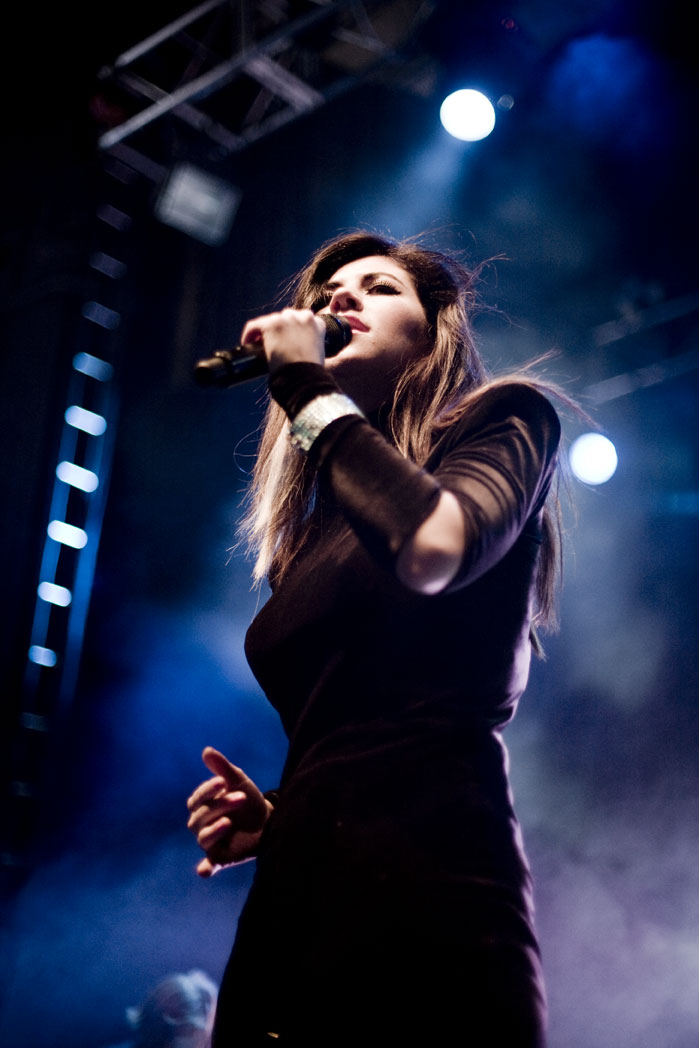
Marina

| 2012                                                    | Electra Heart - Data wydania: 27 kwietnia 2012 - Wytwórnia: 679 · Atlantic - Format: CD · digital download · winyl · media strumieniowe            | 1                            | 32                           | 25                           | 1                            | 50                           | 17                           | 30                           | 31                           | 1                            | 11                           | 41                           | 31                           | - US: 150,000+                                | - UK: złota płyta - IRL: złota płyta - US: złota płyta |
| 2015                                                    | Froot - Data wydania: 13 marca 2015 - Wytwórnia: Neon Gold · Atlantic - Format: kaseta, CD · digital download · winyl · media strumieniowe         | 10                           | 12                           | 38                           | 4                            | 6                            | 24                           | 31                           | 12                           | 9                            | 10                           | 48                           | 8                            | - Świat: 150,000+ - US: 75,000+               | brak                                                   |
| 2019                                                    | Love + Fear - Data wydania: 26 kwietnia 2019 - Wytwórnia: Atlantic - Format: CD · digital download · winyl · media strumieniowe                    | 5                            | 22                           | 19                           | 17                           | 32                           | 18                           | –                            | 31                           | 4                            | 20                           | –                            | 28                           | brak danych                                   | brak                                                   |
| 2021                                                    | Ancient Dreams in a Modern Land - Data wydania: 11 czerwca 2021 - Wytwórnia: Atlantic - Format: CD · digital download · winyl · media strumieniowe | 17                           | 38                           | 29                           | 26                           | –                            | 43                           | –                            | 40                           | 12                           | 21                           | –                            | 92                           | brak danych                                   | brak                                                   |
| „–” oznacza, że album nie był notowany na danej liście. | |                              |                              |                              |                              |                              |                              |                              |                              |                              |                              |                              |                              |                                               |                                                        |

### Minialbumy
| Rok  | Tytuł                            | Szczegóły                                                                                         |
| ---- | -------------------------------- | ------------------------------------------------------------------------------------------------- |
| 2007 | Mermaid vs Sailor                | - Data wydania: 23 listopada 2007 - Wytwórnia: wydanie niezależne - Format: CD · digital download |
| 2009 | The Crown Jewels                 | - Data wydania: 1 czerwca 2009 - Wytwórnia: Neon Gold - Format: CD · digital download, winyl      |
| 2009 | iTunes Live: London Festival '09 | - Data wydania: 15 lipca 2009 - Wytwórnia: 679, Atlantic - Format: digital download               |
| 2010 | The American Jewels              | - Data wydania: 23 marca 2010 - Wytwórnia: Chop Shop - Format: digital download                   |
| 2010 | iTunes Live: London Festival '10 | - Data wydania: 26 lipca 2010 - Wytwórnia: 679, Atlantic - Format: digital download               |
| 2019 | Love + Fear Acoustic             | - Data wydania: 13 września 2019 - Wytwórnia: Atlantic - Format: digital download                 |

### Single
| Rok                                                                                        | Tytuł                                   | Najwyższe pozycje na listach | Najwyższe pozycje na listach | Najwyższe pozycje na listach | Najwyższe pozycje na listach | Najwyższe pozycje na listach | Najwyższe pozycje na listach | Najwyższe pozycje na listach | Najwyższe pozycje na listach | Najwyższe pozycje na listach | Najwyższe pozycje na listach | Certyfikat | Album                                  |
| Rok                                                                                        | Tytuł                                   | UK                           | AUS                          | AUT                          | DEN                          | IRL                          | NOR                          | NZ                           | SCO                          | SWE                          | WNP                          | Certyfikat | Album                                  |
| ------------------------------------------------------------------------------------------ | --------------------------------------- | ---------------------------- | ---------------------------- | ---------------------------- | ---------------------------- | ---------------------------- | ---------------------------- | ---------------------------- | ---------------------------- | ---------------------------- | ---------------------------- | --- | -------------------------------------- |
| 2009                                                                                       | „Obsessions”                            | –                            | –                            | –                            | –                            | –                            | –                            | –                            | –                            | –                            | –                            | brak | The Family Jewels                      |
| 2009                                                                                       | „Mowgli's Road”                         | –                            | –                            | –                            | –                            | –                            | –                            | –                            | –                            | –                            | –                            | brak | The Family Jewels                      |
| 2010                                                                                       | „Hollywood”                             | 12                           | –                            | 17                           | 10                           | 21                           | –                            | –                            | 11                           | –                            | 202                          | - UK: srebrna płyta | The Family Jewels                      |
| 2010                                                                                       | „I Am Not a Robot”                      | 26                           | –                            | –                            | –                            | –                            | 6                            | –                            | 25                           | 11                           | 289                          | - US: złota płyta | The Family Jewels                      |
| 2010                                                                                       | „Oh No!”                                | 38                           | –                            | –                            | –                            | –                            | –                            | –                            | –                            | –                            | –                            | brak | The Family Jewels                      |
| 2010                                                                                       | „Shampain”                              | 141                          | –                            | –                            | –                            | –                            | –                            | –                            | –                            | –                            | –                            | brak | The Family Jewels                      |
| 2012                                                                                       | „Primadonna”                            | 11                           | 21                           | 3                            | 12                           | 3                            | –                            | 4                            | 9                            | –                            | 20                           | - UK: złota płyta - AUS: platynowa płyta - DEN: platynowa płyta - IRL: platynowa płyta - NZ: platynowa płyta - US: złota płyta | Electra Heart                          |
| 2012                                                                                       | „Power & Control”                       | 193                          | –                            | –                            | –                            | –                            | –                            | –                            | –                            | –                            | –                            | brak | Electra Heart                          |
| 2012                                                                                       | „How to Be a Heartbreaker”              | 88                           | –                            | –                            | 18                           | 21                           | –                            | –                            | 73                           | –                            | 167                          | - DEN: platynowa płyta - US: złota płyta                                                                                       | Electra Heart                          |
| 2014                                                                                       | „Froot”                                 | –                            | –                            | –                            | –                            | –                            | –                            | –                            | –                            | –                            | 230                          | brak | Froot                                  |
| 2014                                                                                       | „Happy”                                 | –                            | –                            | –                            | –                            | –                            | –                            | –                            | –                            | –                            | –                            | brak | Froot                                  |
| 2015                                                                                       | „Forget”                                | –                            | –                            | –                            | –                            | –                            | –                            | –                            | –                            | –                            | –                            | brak | Froot                                  |
| 2015                                                                                       | „I'm a Ruin”                            | 169                          | –                            | –                            | –                            | –                            | –                            | –                            | –                            | –                            | –                            | brak | Froot                                  |
| 2015                                                                                       | „Blue”                                  | –                            | –                            | –                            | –                            | –                            | –                            | –                            | –                            | –                            | –                            | brak | Froot                                  |
| 2017                                                                                       | „Disconnect” (Clean Bandit oraz Marina) | –                            | –                            | –                            | –                            | –                            | –                            | –                            | 67                           | –                            | –                            | brak | –                                      |
| 2019                                                                                       | „Handmade Heaven”                       | –                            | –                            | –                            | –                            | –                            | –                            | –                            | 46                           | –                            | –                            | brak | Love + Fear                            |
| 2019                                                                                       | „Supestar”                              | –                            | –                            | –                            | –                            | –                            | –                            | –                            | –                            | –                            | –                            | brak | Love + Fear                            |
| 2019                                                                                       | „Orange Trees”                          | –                            | –                            | –                            | –                            | –                            | –                            | –                            | –                            | –                            | –                            | brak | Love + Fear                            |
| 2019                                                                                       | „To Be Human”                           | –                            | –                            | –                            | –                            | –                            | –                            | –                            | –                            | –                            | –                            | brak | Love + Fear                            |
| 2019                                                                                       | „Karma”                                 | –                            | –                            | –                            | –                            | –                            | –                            | –                            | –                            | –                            | –                            | brak | Love + Fear                            |
| 2020                                                                                       | „About Love”                            | –                            | –                            | –                            | –                            | –                            | –                            | –                            | –                            | –                            | –                            | brak | To All the Boys: P.S. I Still Love You |
| 2020                                                                                       | „Man's World”                           | –                            | –                            | –                            | –                            | –                            | –                            | –                            | –                            | –                            | –                            | brak | Ancient Dreams in a Modern Land        |
| 2021                                                                                       | „Purge the Poison”                      | –                            | –                            | –                            | –                            | –                            | –                            | –                            | X                            | –                            | –                            | brak | Ancient Dreams in a Modern Land        |
| 2021                                                                                       | „Ancient Dreams in a Modern Land”       | –                            | –                            | –                            | –                            | –                            | –                            | –                            | X                            | –                            | –                            | brak | Ancient Dreams in a Modern Land        |
| 2021                                                                                       | „Venus Fly Trap”                        | –                            | –                            | –                            | –                            | –                            | –                            | –                            | X                            | –                            | –                            | brak | Ancient Dreams in a Modern Land        |
| „–” oznacza, że singel nie był notowany na danej liście lub nie został wydany w tym kraju. |                                         |                              |                              |                              |                              |                              |                              |                              |                              |                              |                              | |                                        |

### Single gościnne
| Rok                                                                                        | Tytuł                                                        | Najwyższe pozycje na listach | Najwyższe pozycje na listach | Najwyższe pozycje na listach | Najwyższe pozycje na listach | Najwyższe pozycje na listach | Najwyższe pozycje na listach | Najwyższe pozycje na listach | Certyfikat                           | Album                     |
| Rok                                                                                        | Tytuł                                                        | UK                           | BUL                          | IRL                          | NZ (Hot)                     | SVK                          | SCO                          | WNP                          | Certyfikat                           | Album                     |
| ------------------------------------------------------------------------------------------ | ------------------------------------------------------------ | ---------------------------- | ---------------------------- | ---------------------------- | ---------------------------- | ---------------------------- | ---------------------------- | ---------------------------- | ------------------------------------ | ------------------------- |
| 2018                                                                                       | „With a Little Help from My Friends” (jako część NHS Voices) | 89                           | –                            | –                            | –                            | –                            | 26                           | –                            | brak                                 | –                         |
| 2018                                                                                       | „Baby” (Clean Bandit, gościnnie: Marina i Luis Fonsi)        | 15                           | 2                            | 39                           | 20                           | 9                            | 6                            | 4                            | - UK: złota płyta - POL: złota płyta | What Is Love? Love + Fear |
| „–” oznacza, że singel nie był notowany na danej liście lub nie został wydany w tym kraju. |                                                              |                              |                              |                              |                              |                              |                              |                              |                                      |                           |

### Single promocyjne
| Rok                                                      | Tytuł                                                  | Najwyższe pozycje na listach | Najwyższe pozycje na listach | Album         |
| Rok                                                      | Tytuł                                                  | UK                           | IRL                          | Album         |
| -------------------------------------------------------- | ------------------------------------------------------ | ---------------------------- | ---------------------------- | ------------- |
| 2011                                                     | „Radioactive”                                          | 25                           | 37                           | Electra Heart |
| 2014                                                     | „Electra Heart” (BetaTraxx oraz Marina & The Diamonds) | –                            | –                            | –             |
| 2015                                                     | „Immortal”                                             | –                            | –                            | Froot         |
| 2015                                                     | „Gold”                                                 | –                            | –                            | Froot         |
| „–” oznacza, że singel nie był notowany na danej liście. |                                                        |                              |                              |               |

### Inne notowane utwory
| Rok  | Tytuł             | Najwyższe pozycje na listach | Najwyższe pozycje na listach | Najwyższe pozycje na listach | Album             |
| Rok  | Tytuł             | UK                           | GRE                          | LTU                          | Album             |
| ---- | ----------------- | ---------------------------- | ---------------------------- | ---------------------------- | ----------------- |
| 2010 | „Numb”            | 135                          | –                            | –                            | The Family Jewels |
| 2012 | „Bubblegum Bitch” | –                            | 98                           | 89                           | Electra Heart     |

## Występy gościnne
| Tytuł                 | Pozostali artyści    | Rok  | Album                            |
| --------------------- | -------------------- | ---- | -------------------------------- |
| „Starstrukk”          | –                    | 2010 | Radio 1's Live Lounge – Volume 5 |
| „If I Left the World” | Gryffin, Model Child | 2019 | Gravity                          |

## Teledyski
| Rok  | Tytuł                             | Reżyser               | Referencje |
| ---- | --------------------------------- | --------------------- | ---------- |
| 2008 | "Seventeen"                       | Chris Lewis           | [ 81 ]     |
| 2008 | "Obsessions"                      | Tim Brown             | [ 82 ]     |
| 2009 | "I Am Not a Robot"                | Rankin & Chris Cottam | [ 83 ]     |
| 2009 | "Mowgli's Road"                   | Chris Sweeney         | [ 84 ]     |
| 2009 | "Hollywood"                       | Kinga Burza           | [ 85 ]     |
| 2010 | "Hollywood" (Gonzales Remix)      | Dan Knight            | [ 86 ]     |
| 2010 | "Oh No!"                          | Kinga Burza           | [ 87 ]     |
| 2010 | "Shampain"                        | Kim Gehrig            | [ 88 ]     |
| 2011 | "Fear and Loathing"               | Casper Balslev        | [ 89 ]     |
| 2011 | "Radioactive"                     | Casper Balslev        | [ 90 ]     |
| 2012 | "Primadonna"                      | Casper Balslev        | [ 91 ]     |
| 2012 | "Power & Control"                 | Casper Balslev        | [ 92 ]     |
| 2012 | "How to Be a Heartbreaker"        | Marc & Ish            | [ 93 ]     |
| 2013 | "The State of Dreaming"           | Thomas Knights        | [ 94 ]     |
| 2013 | "Lies"                            | Casper Balslev        | [ 95 ]     |
| 2013 | "Electra Heart"                   | Margarita Louca       | [ 95 ]     |
| 2014 | "Froot"                           | Chino Moya            | [ 96 ]     |
| 2014 | "Immortal"                        | Paul Caslin           | [ 97 ]     |
| 2015 | "I'm a Ruin"                      | Markus Lundqvist      | [ 98 ]     |
| 2015 | "Forget"                          | Markus Lundqvist      | [ 99 ]     |
| 2015 | "Blue"                            | Charlotte Rutherford  | [ 100 ]    |
| 2018 | "Baby"                            | Clean Bandit          | [ 101 ]    |
| 2019 | "Handmade Heaven"                 | Sophie Muller         | [ 102 ]    |
| 2019 | "Orange Trees"                    | Sophie Muller         | [ 103 ]    |
| 2019 | "To Be Human"                     | Anna Patarakina       | [ 104 ]    |
| 2019 | "Superstar" (Acoustic Video)      | Nikko LaMere          | [ 105 ]    |
| 2019 | "True" (Acoustic Video)           | Nikko LaMere          | [ 106 ]    |
| 2019 | "Karma" (Acoustic Video)          | Nikko LaMere          | [ 107 ]    |
| 2020 | "Man's World"                     | Jennifer Decilveo     | [ 108 ]    |
| 2021 | "Purge the Poison"                | Jennifer Decilveo     | [ 109 ]    |
| 2021 | "Ancient Dreams In A Modern Land" | James Flannigan       | [ 110 ]    |
| 2021 | "Venus Fly Trap"                  | James Flannigan       | [ 111 ]    |
| 2025 | "Butterfly"                       | Aerin Moreno          | [ 112 ]    |
| 2025 | "Cuntissimo"                      | Olivia de Camps       | [ 113 ]    |
| 2025 | "I <3 You"                        | Olivia de Camps       | [ 114 ]    |

## Nagrody
| Rok  | Organizacja                      | Nominowane                              | Nagroda                          | Wynik       |
| ---- | -------------------------------- | --------------------------------------- | -------------------------------- | ----------- |
| 2010 | BBC Sound of 2010                | Marina and the Diamonds                 | Sound of 2010                    | 2. miejsce  |
| 2010 | Sweden GAFFA Awards              | Marina and the Diamonds                 | Best Foreign New Act             | Wygrana     |
| 2010 | Brit Awards 2010                 | Marina and the Diamonds                 | Critics' Choice                  | Nominacja   |
| 2010 | BT Digital Music Awards          | Marina and the Diamonds                 | Breakthrough Artist of the Year  | Nominacja   |
| 2010 | SHREDnews                        | Marina and the Diamonds                 | Ten Artists To Watch in 2010     | 5. miejsce  |
| 2010 | 2010 NME Awards                  | Marina and the Diamonds                 | Hottest Woman                    | Nominacja   |
| 2010 | MTV Europe Music Awards          | Marina and the Diamonds                 | Best UK & Irish Act              | Wygrana     |
| 2010 | MTV Europe Music Awards          | Marina and the Diamonds                 | Best European Act                | Nominacja   |
| 2010 | UK Festival Awards 2010          | Marina and the Diamonds                 | Best Breakthrough Act            | Nominacja   |
| 2010 | 4Music Video Honours             | Marina and the Diamonds                 | Hottest Girl of 2010             | 8. miejsce  |
| 2010 | 4Music Video Honours             | Marina and the Diamonds                 | Box Biggest Breakthrough of 2010 | 10. miejsce |
| 2010 | 4Music Video Honours             | Hollywood                               | Best Video of 2010               | Nominacja   |
| 2010 | Virgin Media Music Awards        | Marina and the Diamonds                 | Best Newcomer                    | Wygrana     |
| 2011 | Glamour Women of the Year Awards | Marina and the Diamonds                 | Best UK Solo Artist              | Nominacja   |
| 2012 | Attitude Magazine Awards         | Marina Diamandis                        | Best Music Award                 | Wygrana     |
| 2012 | NME Awards                       | Marina Diamandis                        | Hottest Female                   | Nominacja   |
| 2012 | Popjustice £20 Music Prize       | Power & Control                         | Best British Pop Single          | Nominacja   |
| 2015 | Popjustice £20 Music Prize       | I'm a Ruin                              | Best British Pop Single          | Nominacja   |
| 2016 | Gay Music Chart Awards           | True Colors                             | Best Cover                       | Nominacja   |
| 2019 | Popjustice £20 Music Prize       | Baby (wraz z Clean Bandit & Luis Fonsi) | Best British Pop Single          | Nominacja   |